# مکسلورن کاسترو
مکسلورن کاسترو (انگلیسی: Maxloren Castro؛ زادهٔ ۸ دسامبر ۲۰۰۷) بازیکن فوتبال اهل پرو است که در حال حاضر برای باشگاه فوتبال  اسپورتینگ کریستال بازی می‌کند. 
وی همچنین در تیم ملی فوتبال زیر ۲۰ سال پرو بازی کرده است.

## دوران باشگاهی
مکسلورن کاسترو اولین قرارداد حرفه‌ای خود را در ژانویه ۲۰۲۴، بلافاصله پس از ۱۶ سالگی امضا کرد، که او را تا پایان سال ۲۰۲۶ به باشگاه متعهد می‌کرد. او در ۱۵ فوریه در پیروزی خانگی ۴–۱ مقابل باشگاه ورزشی لوس چانکاس در لیگ دسته اول فوتبال پرو برای اولین بار بازی کرد.
در بازی بعدی در ۲۴ فوریه ۲۰۲۴ در برابر کارلوس موناچی، کاسترو اولین گل خود را به ثمر رساند و بازی را با نتیجه ۴–۰ تمام کردند؛ سانتیاگو گونزالس یک پاس عرضی ارسال کرد و کاسترو به دلیل برخورد با امیلیو سابا به زمین افتاد و توپ به پشت او برخورد کرد و به گل تبدیل شد و نتوانست برای جشن با هم‌تیمی‌هایش بلند شود. او اولین ۱۶ ساله‌ای بود که در قرن ۲۱ برای اسپورتینگ کریستال گلزنی کرد و جوان‌ترین بازیکن در کل لیگ از زمان لوئیس آنتونیو اسکوبار برای آلیانزا لیما در سال ۱۹۸۴ بود. سه روز بعد، او اولین بازی خود در کوپا لیبرتادورس را در پیروزی ۳–۱ خانگی مقابل باشگاه فوتبال آلویز ردی از بولیوی انجام داد، در حالی که تیمش پس از باخت در بازی رفت، در مجموع ۶–۱ حذف شد.

## دوران ملی
کاسترو در ژوئن ۲۰۲۴ برای دو بازی دوستانه در برابر کلمبیا به تیم ملی فوتبال زیر ۲۰ سال پرو دعوت شد.
در سپتامبر ۲۰۲۴، هنوز در سن ۱۶ سالگی، کاسترو برای مقدماتی جام جهانی ۲۰۲۶ به تیم ملی بزرگسالان پرو دعوت شد تا در برابر کلمبیا و اکوادور بازی کند. سرمربی خورخه فوساتی او را پس از اینکه فرانکو زانلاتو به دلیل مشکلات گوش کناره‌گیری کرد، انتخاب کرد.